# Fjällskinnlav
Fjällskinnlav (Leptogium imbricatum) är en lavart som beskrevs av P. M. Jørg. Fjällskinnlav ingår i släktet Leptogium och familjen Collemataceae.  Arten är reproducerande i Sverige. Inga underarter finns listade i Catalogue of Life.